# 裸菀
裸菀（学名：Aster piccolii）为菊科紫菀属下的一个种。